# Луций Юлий Веттий Павел
Луций Юлий Веттий Павел (лат. Lucius Iulius Vettius Paulus) — римский политический деятель второй половины I века.
О происхождении Павла ничего неизвестно. С мая по июнь 81 года он занимал должность консула-суффекта вместе с Титом Юнием Монтаном.